# Paradrina klapperichi
Paradrina klapperichi là một loài bướm đêm trong họ Noctuidae.